# Cosmiophaena rubescens
Cosmiophaena rubescens är en skalbaggsart som beskrevs av Brancsik 1914. Cosmiophaena rubescens ingår i släktet Cosmiophaena och familjen Cetoniidae. Inga underarter finns listade i Catalogue of Life.